# Lista stadionów piłkarskich w Czechach
Lista stadionów piłkarskich w Czechach – stadiony przedstawiono według kryterium pojemności, od największej do najmniejszej. Tabela uwzględnia również lokalizację stadionu (miasto i region), klub do którego obiekt należy oraz rok jego otwarcia lub ostatniej renowacji. Do listy dodano również stadiony o pojemności powyżej 3 tys. widzów, które są areną domową drużyn z niższych lig lub obecnie w ogóle nie rozgrywano mecze piłkarskie.
Legenda:

    – stadiony IV kategorii UEFA

    – stadiony w budowie lub przebudowie

    – stadiony zamknięte lub zburzone

| Lp | Nazwa stadionu                         | Miejscowość          | Region                  | Drużyny                                                    | Otwarty / renowacja | Pojemność      | Zdjęcie |
| -- | -------------------------------------- | -------------------- | ----------------------- | ---------------------------------------------------------- | ------------------- | -------------- | ------- |
| 1  | Stadion Strahov                        | Praga                | Praga                   | boiska treningowe Sparty Praga                             | 1926                | 56 000         |         |
| 2  | Synot Tip Aréna                        | Praga                | Praga                   | Slavia Praga Bohemians 1905 (2010–2012)                    | 2008                | 20 232         |         |
| 3  | Stadion Evžena Rošickiego              | Praga                | Praga                   | Slavia Praga (2000–2008) Bohemians Praga (2009–2010)       | 1935 / 1978         | 19 032         |         |
| 4  | Generali Arena                         | Praga                | Praga                   | Sparta Praga Reprezentacja Czech                           | 1917 / 1994         | 18 349         |         |
| 5  | Na Stínadlech                          | Cieplice             | kraj ustecki            | FK Teplice                                                 | 1973                | 18 221         |         |
| 6  | Stadion Miejski w Ostrawie-Witkowicach | Ostrawa              | kraj morawsko-śląski    | FC Vítkovice                                               | 1940 / 2015         | 15 123         |         |
| 7  | Stadion Lokomotiva                     | Cheb                 | kraj karlowarski        | Hvězda Cheb                                                | 1952 / 1973         | 15 000         |         |
| 8  | Andrův stadion                         | Ołomuniec            | kraj ołomuniecki        | Sigma Ołomuniec                                            | 1940 / 2010         | 12 474         |         |
| 9  | Městský fotbalový stadion Srbská       | Brno                 | kraj południowomorawski | FC Zbrojovka Brno                                          | 1926 / 2001         | 12 550         |         |
| 10 | Stadion Stovky                         | Frydek-Mistek        | kraj morawsko-śląski    | MFK Frýdek-Místek                                          |                     | 12 400         |         |
| 11 | Doosan Arena                           | Pilzno               | kraj pilzneński         | Viktoria Pilzno                                            | 1955 / 2011         | 11 700         |         |
| 12 | Stadion Závodu Míru                    | Karlowe Wary         | kraj karlowarski        | Slavia Karlowe Wary (19??–1997)                            |                     | 11 000         |         |
| 13 | Stadion Bazaly                         | Ostrawa              | kraj morawsko-śląski    | Baník Ostrawa                                              | 1959 / 2003         | 10 039         |         |
| 14 | Stadion Markéta                        | Praga                | Praga                   | Olymp Praga                                                |                     | 10 000         |         |
| 15 | Stadion u Nisy                         | Liberec              | kraj liberecki          | Slovan Liberec                                             | 1934 / 2001         | 9900           |         |
| 16 | Na Litavce                             | Przybram             | kraj środkowoczeski     | 1. FK Příbram                                              | 1955 / 1980         | 9100           |         |
| 17 | Stadion na Lesní                       | Trzyniec             | kraj morawsko-śląski    | Fotbal Trzyniec (19??–199?)                                |                     | 9050           |         |
| 18 | U Konopiště                            | Benešov              | kraj środkowoczeski     | SK Benešov                                                 |                     | 8300           |         |
| 19 | Na Julisce                             | Praga                | Praga                   | FK Dukla Praga, Dukla Praga (1960–1997), ASC Dukla         | 1960 / 2011         | 8150           |         |
| 20 | Stadion Miejski Miroslava Valenty      | Uherské Hradiště     | kraj zliński            | 1. FC Slovácko                                             | 2003                | 8121           |         |
| 21 | Stadion Miejski w Karwinie             | Karwina              | kraj morawsko-śląski    | MFK Karviná                                                |                     | 8000           |         |
| 22 | Stadion Miejski w Uściu nad Łabą       | Uście nad Łabą       | kraj ustecki            | FK Ústí nad Labem                                          |                     | 8000           |         |
| 23 | Stadion Miejski w Opawie               | Opawa                | kraj morawsko-śląski    | SFC Opava                                                  | 1973                | 7758           |         |
| 24 | Stadion Dukla                          | Hawierzów            | kraj morawsko-śląski    | MFK Havířov                                                |                     | 7500           |         |
| 25 | Stadion 1. SK Prostějov                | Prościejów           | kraj ołomuniecki        | 1. SK Prostějov                                            | 1931                | 7500           |         |
| 26 | Stadion Josefa Masopusta               | Most                 | kraj ustecki            | FK Baník Most                                              | 19?? / 2003         | 7500           |         |
| 27 | Fotbalový areál Poštorná               | Brzecław             | kraj południowomorawski | Tatran Poštorná                                            |                     | 7230           |         |
| 28 | Malšovická arena                       | Hradec Králové       | kraj hradecki           | FC Hradec Králové                                          | 1960 / 2012         | 9300           |         |
| 29 | Stadion Střelecký ostrov               | Czeskie Budziejowice | kraj południowoczeski   | Dynamo Czeskie Budziejowice                                | 1940 / 2008         | 6681           |         |
| 30 | Sportovní areál Drnovice               | Drnovice             | kraj południowomorawski | 1. FK Drnovice                                             | 1955 / 2011         | 6616           |         |
| 31 | Stadion Letná w Zlinie                 | Zlin                 | kraj zliński            | Fastav Zlín                                                | 19?? / 2009         | 6375           |         |
| 32 | Stadion Na Bašte                       | Lázně Bohdaneč       | kraj pardubicki         | AFK Atlantic Lázně Bohdaneč                                |                     | 6372           |         |
| 33 | Stadion Neratovice                     | Neratovice           | kraj środkowoczeski     | Spolana Neratovice                                         |                     | 6291           |         |
| 34 | Chance Arena                           | Jablonec nad Nysą    | kraj liberecki          | FK Baumit Jablonec                                         | 18?? / 2007         | 6280           |         |
| 35 | Na Slovanech                           | Pardubice            | kraj pardubicki         | Slovan Pardubice                                           |                     | 6000           |         |
| 36 | Stadion Viktorii Žižkov                | Praga                | Praga                   | Viktoria Žižkov                                            | 1903 / 2007         | 5600           |         |
| 37 | Areál NH Ostrava                       | Ostrawa              | kraj morawsko-śląski    | FC Ostrava-Jih                                             |                     | 5000           |         |
| 38 | Ďolíček                                | Praga                | Praga                   | Bohemians 1905                                             | 1932 / 2007         | 5000           |         |
| 39 | Stadion FK Baník Sokolov               | Sokolov              | kraj karlowarski        | Baník Sokolov                                              |                     | 5000           |         |
| 40 | Stadion Miejski w Mladej Boleslavi     | Mladá Boleslav       | kraj środkowoczeski     | FK Mladá Boleslav                                          | 1968                | 5000           |         |
| 41 | Stadion Miejski w Przerowie            | Przerów              | kraj ołomuniecki        | 1. FC Viktorie Přerov                                      |                     | 5000           |         |
| 42 | Stadion U Cihelny                      | Ratíškovice          | kraj południowomorawski | Baník Ratíškovice                                          |                     | 5000           |         |
| 43 | Stadion v Husových sadech              | Znojmo               | kraj południowomorawski | 1. SC Znojmo                                               | 1958                | 5000           |         |
| 44 | Městský stadion v Kotlině              | Varnsdorf            | kraj ustecki            | FK Varnsdorf                                               |                     | 5000           |         |
| 45 | Stadion na Zadních Vinohradech         | Chomutov             | kraj ustecki            | FC Chomutov                                                |                     | 4800           |         |
| 46 | Stadion v Jiráskově ulici              | Igława               | kraj Wysoczyna          | FC Vysočina Igława                                         | 1955                | 4155           |         |
| 47 | Stadion Františka Kloze                | Kladno               | kraj środkowoczeski     | SK Kladno                                                  | 1914                | 4000           |         |
| 48 | Na Chvalech                            | Praga                | Praga                   | Xaverov Horní Počernice Praga                              |                     | 3400           |         |
| 49 | Stadion Pod Vinicí                     | Pardubice            | kraj pardubicki         | FK Pardubice                                               |                     | 3000           |         |
| 50 | Stadion na Plynárně                    | Praga                | Praga                   | Loko Vltavín                                               | 1953                | 3000           |         |
| 51 | Stadion Vladimíra Dostála              | Ołomuniec            | kraj ołomuniecki        | 1. HFK Olomouc                                             |                     | 2900           |         |
| 52 | Stadion Miejski w Kolínie              | Kolín                | kraj środkowoczeski     | FK Kolín                                                   |                     | 2800           |         |
| 53 | Stadion Pod hrádkem                    | Čáslav               | kraj środkowoczeski     | Zenit Čáslav                                               |                     | 2575           |         |
| 54 | Městský fotbalový stadion Hlučín       | Hulczyn              | kraj morawsko-śląski    | FC Hlučín                                                  |                     | 2380           |         |
| 55 | Stadion FK Chmel Blšany                | Blšany               | kraj ustecki            | Chmel Blšany                                               | 19?? / 2003         | 2300           |         |
| 56 | Stadion Rudolfa Labaje                 | Trzyniec             | kraj morawsko-śląski    | Fotbal Trzyniec (199?–)                                    |                     | 2200           |         |
| 57 | Stadion TJ Karlovy Vary-Dvory          | Karlowe Wary         | kraj karlowarski        | 1. FC Karlovy Vary                                         |                     | 2000           |         |
| 58 | Sportovní areál Soukeník               | Sezimovo Ústí        | kraj południowoczeski   | MAS Táborsko Tabor                                         |                     | 1550           |         |
| 59 | Stadion v Kollárově ulici              | Vlašim               | kraj środkowoczeski     | Graffin Vlašim                                             |                     | 1200           |         |
| -  | Stadion Za Lužánkami                   | Brno                 | kraj południowomorawski | FC Zbrojovka Brno (1953–2001) Rudá Hvězda Brno (1956–1962) | 1953                | rozebrano 2001 |         |